# Torpedo Typ 95
Der Typ-95-Torpedo (jap. 九五式魚雷, kyūgo-shiki gyorai) war ein Torpedo der kaiserlichen japanischen Marine. Die Bezeichnung Typ 95 deutet dabei auf das Jahr der Erstentwicklung, das Jahr Kōki 2595 bzw. 1935 nach gregorianischem Kalender hin.

## Entwicklung und Bewertung
Er war eine Weiterentwicklung des Typ-93-Torpedos, der für Überwassereinheiten entwickelt worden war, die mit 610-mm-Torpedorohren ausgerüstet waren. Der Typ 95 wurde für U-Boote entwickelt, die in der kaiserlichen japanischen Marine standardmäßig 533-mm-Torpedorohre hatten. Dadurch hatte er einen kleineren Gefechtskopf (405 Kilogramm), eine geringere Reichweite und wurde für den Abschuss aus dem getauchten U-Boot optimiert.
Der Typ 95 war der leistungsfähigste eingesetzte U-Boot-Torpedo im Zweiten Weltkrieg mit einer Reichweite von 9.000 Metern bei 49 Knoten (kn) oder 13.200 Metern bei 45 kn. Dies entspricht ungefähr der dreifachen Reichweite des amerikanischen Mark 14 bei gleicher Geschwindigkeit. Der nur als Prototyp vorhandene G7ut-Torpedo mit Walter-Turbine der deutschen Kriegsmarine hatte zum Vergleich eine Reichweite von 8.000 Metern bei etwa 45 kn und trug einen 280-kg-Sprengkopf.
Der einzige Nachteil des Typ-95-Torpedos im Vergleich zu den amerikanischen und deutschen Torpedos des Zweiten Weltkriegs lag in dem etwas schlechteren Geradeauslauf. Die Waffe konnte mittels Druckluft aus bis zu 40 Metern Wassertiefe aus den Torpedorohren ausgestoßen werden.

## Einsätze

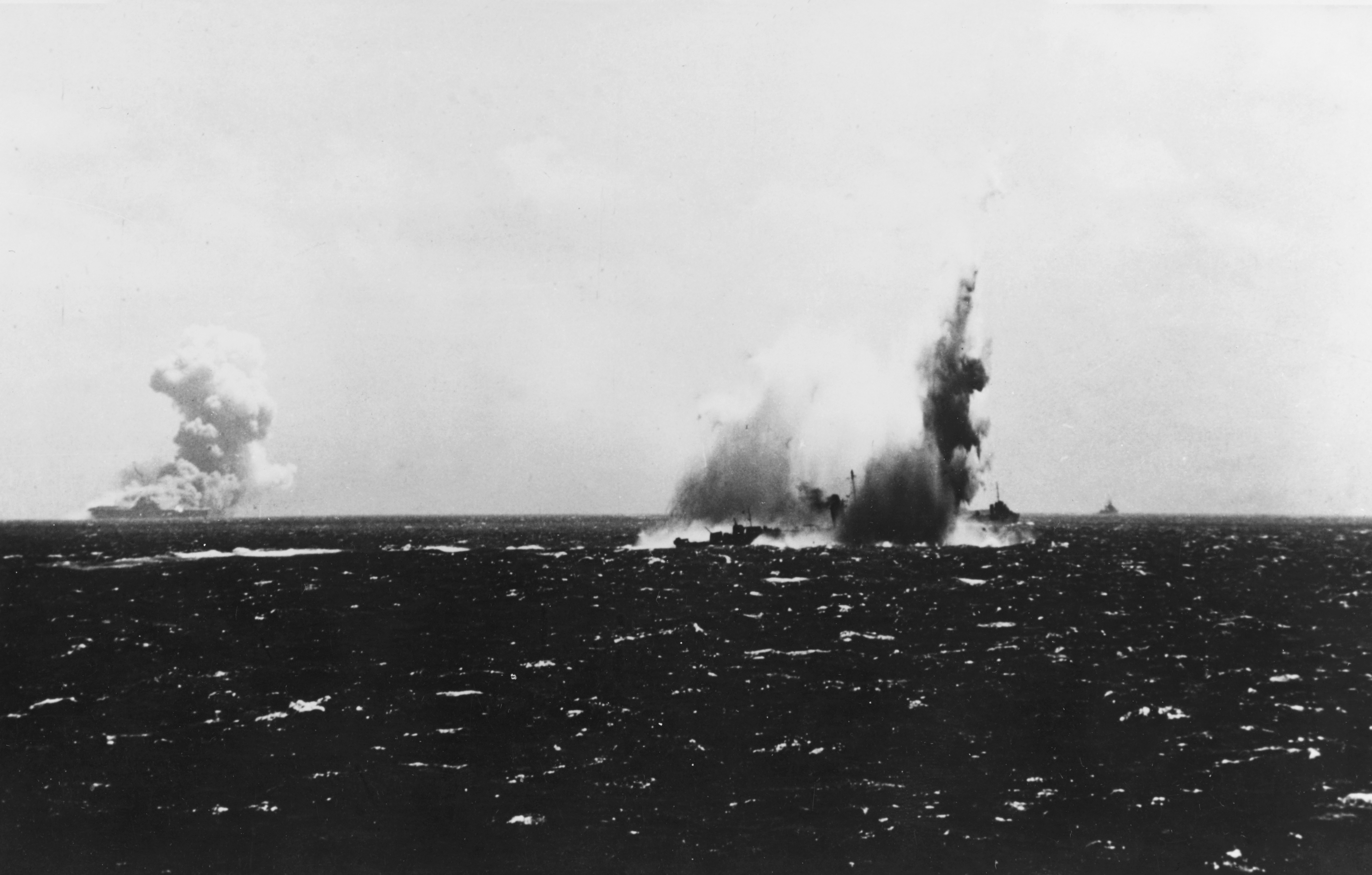
Ein Typ-95-Torpedo explodiert an der Bordwand der USS O'Brien, während die zuvor getroffene USS Wasp im Hintergrund brennt

Ein bekannter Einsatz von Typ-95-Torpedos fand am 15. September 1942 im Pazifikkrieg statt. Das japanische U-Boot I-19, unter dem Kommando von Kaigun-Shōsa Kinachi Takaishi, schoss um 14:45 Uhr aus etwa 1.000 Metern einen Fächer aus sechs Typ-95-Torpedos auf den Flugzeugträger Wasp ab. Drei Torpedos trafen den Träger, ein weiterer passierte ihn vor dem Bug und traf den knapp 1.000 Meter entfernt fahrenden Zerstörer O’Brien am Vorschiff. Ein weiterer Torpedo dieses Fächers verfehlte die Wasp an achtern und lief weitere fünf Seemeilen, bevor er das Schlachtschiff North Carolina, ebenfalls am Vorschiff, traf. Der Flugzeugträger wurde von Feuern und Sekundärexplosionen so schwer beschädigt, dass er aufgegeben werden musste, der Zerstörer erlitt so schwere strukturelle Schäden, dass er einige Zeit später bei der Überführung in die USA sank und das Schlachtschiff musste für einen Monat in die Werft, um die Schäden reparieren zu lassen.
Ein weiterer Einsatz der Waffe, der nicht zuletzt wegen des tragischen Schicksals der Überlebenden eine gewisse Bekanntheit erreichte, war die Versenkung des Schweren Kreuzers Indianapolis am 30. Juli 1945. I-58, unter dem Kommando von Kaigun-Taisa Mochitsura Hashimoto, schoss aus etwa 1.600 Metern Entfernung einen Fächer aus sechs Typ-95-Torpedos mit einer Tiefeneinstellung von vier Metern auf das Schiff ab, von denen zwei (nach anderen Quellen drei) trafen und den Kreuzer so schwer beschädigten, dass er innerhalb von zwölf Minuten sank.

## Varianten
- Typ 95 Modell 2, mit maximaler Reichweite von nur 7.500 Metern, dafür mit 550 kg Sprengstoff, Gewicht: 1.730 kg
- Typ 96, nur 1942 produziert, Sauerstoffanteil 26 %, Gewicht 1.665 kg, 4.500 Meter Reichweite bei 48 Knoten maximaler Geschwindigkeit